# 高超音速吸氣式武器概念
高超音速吸氣式武器概念（Hypersonic Air-breathing Weapon Concept,HAWC,發音為HAWK）是美國國防高等研究計劃署(DARPA) 的超燃沖壓發動機動力空射高超音速巡航導彈項目，於2021年9月宣布成功進行高超音速飛行 。它是一種動能武器，沒有爆炸彈頭。
超燃沖壓發動機以超過5馬赫（3,700 英里/小時）的速度推進導彈。
於2021年9月第一次成功飛行 ，進一步的測試在2022年3月下旬進行，但因俄烏戰爭爆發，為了避免衝突升級而保密，直到2022年4月上旬該測試才被披露。
高超音速飛行器首席總監Mike White表示，HAWC將比高超音速滑翔飛行器更小，因此可以從更廣泛的平台發射。White還指出，HAWC可以更輕鬆地整合搜索者。DARPA在2023財年為HAWC的後續項目MoHAWC申請了6000萬美元的經費。